# Französisch Buchholz
Französisch Buchholz, Berlin-Französisch Buchholz (1913–1999 Buchholz, Berlin-Buchholz) – dzielnica (Ortsteil) Berlina w okręgu administracyjnym Pankow. Od 1 października 1920 w granicach miasta.